# Маґнус Конов
Маґнус Конов (норв. Magnus Konow, 1 вересня 1887 — 25 серпня 1972) — норвезький яхтсмен.
Олімпійський чемпіон 1912 (12 метрів), 1920 (8 метрів) років, срібний призер 1936 року в класі 6 метрів, учасник 1948 року.